# Hiva Oa (comuna)
Hiva Oa é uma comuna da Polinésia Francesa, no arquipélago das Marquesas. Estende-se por uma área de 316 km², com  2.300 habitantes, segundo os censos de 2008, com uma densidade de 7 hab/km².